# Ư
Ự یکی از دوازده واکهٔ زبان ویتنامی است و آوای آن برابر با [ɨ] می‌باشد. نظر به این‌که زبان ویتنامی، زبانی نواخت‌دار است، این واکه می‌تواند با توجه به قرار گرفتن نمادهای تن به صورت پنج حالت زیر بیاید:
- Ừ ừ
- Ứ ứ
- Ử ử
- Ữ ữ
- Ự ự